# كاسبار دوبرا
كاسبار دوبرا (20 ديسمبر 1990 بريغا في لاتفيا - ) هو لاعب كرة قدم لاتفي، يلعب في مركز الدفاع. ولعب مع منتخب لاتفيا تحت 21 سنة لكرة القدم ومنتخب لاتفيا لكرة القدم ومنتخب لاتفيا تحت 19 سنة لكرة القدم. أما مع النوادي، فقد لعب مع باتي بوريسوف ونادي سكونتو ونادي فنتسبيلس وJFK Olimps ‏ وPolonia Bytom ‏ ونادي آر إف إس.

## وصلات خارجية
كاسبار دوبرا على موقع الاتحاد الأوربي (الإنجليزية)
- كاسبار دوبرا على موقع اتحاد أوكرانيا (الإنجليزية)
- كاسبار دوبرا على موقع قاعدة بيانات كرة القدم.إي يو (الإنجليزية)
- كاسبار دوبرا على موقع ناشيونال فوتبول تيمز (الإنجليزية)
- كاسبار دوبرا على موقع Soccerway.com (الإنجليزية)
- كاسبار دوبرا على موقع عالم كرة القدم.نت (الإنجليزية)
- كاسبار دوبرا على موقع AS.com (الإسبانية)